# حمله پهپاد کرملین
در ۳ مه ۲۰۲۳، در بحبوحه تهاجم روسیه به اوکراین، دو پهپاد انفجاری ظاهراً کرملین در مسکو را هدف قرار دادند و سرنگون شدند. ولادیمیر پوتین، رئیس‌جمهور روسیه، در آن زمان در ساختمان حضور نداشت و در این حادثه کسی زخمی نشد.
کرملین اوکراین را به ارتکاب این حادثه متهم کرد و آن را «عمل تروریستی» و تلاش برای ترور نامید. مقامات اوکراینی دخالت در این حادثه را تکذیب کردند، در حالی که مقامات آمریکایی گفتند که احتمالاً یک واحد اطلاعاتی یا نظامی ویژه اوکراینی پشت این حمله بوده است.

## حادثه
یک ویدیوی تأیید نشده که در رسانه‌های اجتماعی منتشر شده است، نشان می‌دهد که قبل از وقوع انفجار کوچکی در نزدیکی میله پرچم بالای گنبد سنای کرملین، جسمی به سمت کرملین در حال پرواز است. در این فیلم، دو فرد ناشناس در حال بالا رفتن از گنبد دیده می‌شوند. ویدیوی دیگری دودی را نشان می‌دهد که در نزدیکی ساختمان به هوا بلند می‌شود.
مقامات روسی ادعا کردند که این دو پهپاد با تجهیزات راداری الکترونیکی از کار افتاده‌اند.

## واکنش‌ها

### روسیه
در تاریخ ۳ مه، سرگئی سوبیانین، شهردار مسکو ، منطقه پرواز پهپادها بر فراز شهر را ممنوع اعلام کرد.
ویاچسلاو ولودین، رئیس دومای دولتی روسیه و متحد پوتین، حمله پهپادی ادعایی را «حمله تروریستی» به روسیه خواند و دولت اوکراین را با سازمان‌های تروریستی مانند القاعده و داعش مقایسه کرد و گفت: «رژیم نازی کیف باید به عنوان یک سازمان تروریستی شناخته شود.» ولودین خواستار استفاده از «سلاح‌هایی شد که قادر به متوقف کردن و نابودی رژیم تروریستی کیف باشند.» میخائیل شرمت، نماینده وفادار و دوما، خواستار حمله تلافی‌جویانه علیه رئیس‌جمهور اوکراین، زلنسکی، شد.
یوگنی پریگوژین، رئیس گروه نظامی واگنر، نسبت به استفاده از سلاح‌های هسته‌ای هشدار داد و گفت: «ما شبیه دلقک‌هایی هستیم که در پاسخ به پهپاد یک کودک، تهدید به استفاده از سلاح‌های هسته‌ای می‌کنند.»
دیمیتری پسکوف، سخنگوی کرملین، ادعا کرد که ایالات متحده پشت حمله پهپادی ادعایی به کرملین با هدف کشتن پوتین بوده است و گفت: «ما به خوبی می‌دانیم که تصمیمات مربوط به چنین اقداماتی، در مورد چنین حملات تروریستی، نه در کیف، بلکه در واشینگتن گرفته می‌شود.» ولادیمیر سولوویف، مبلغ برجسته کرملین، این حادثه را با حملات ۱۱ سپتامبر مقایسه کرد.
دیمیتری مدودف، رئیس‌جمهور سابق و رئیس فعلی شورای امنیت روسیه، تهدید کرد که «پس از حمله تروریستی امروز، هیچ گزینه‌ای جز حذف فیزیکی زلنسکی و دار و دسته‌اش باقی نمانده است.» آندری گورولیوف، عضو دومای دولتی، گفت: «ما باید رسماً اعلام کنیم که تمام رهبران این ملت تروریست مشمول حذف فیزیکی هستند.»
مسکو سوگند یاد کرد که هر زمان و هر کجا که مناسب بداند، تلافی خواهد کرد.

#### مخالفان روس
ایلیا پونومارف، سیاستمدار سابق روس، در مصاحبه‌ای با سی‌ان‌ان ادعا کرد که قبل از حمله، با «ضدفاشیست‌های» مقاومت روسیه که آن را انجام دادند، صحبت کرده بود. به گفته پونومارف، این گروه در ابتدا قصد داشت حمله را در روز پیروزی انجام دهد، اما در ماه آوریل بحث‌هایی صورت گرفت که در آن او توصیه کرد که حمله قبل از جشن‌ها انجام شود، زیرا خطری برای جمعیت حاضر در رژه وجود داشت و به دلیل تقدس این روز، ممکن است به دلیل تجمع «دور پرچم» نتیجه معکوس حاصل شود. به گفته او، هدف از حمله پهپادی در ۳ مه، لغو اجباری رژه بود تا روس‌ها بفهمند که جنگ را باخته‌اند.

### اوکراین
میخائیلو پودولیاک، مشاور رئیس‌جمهور اوکراین، اظهار داشت که کیف هیچ ارتباطی با حمله ادعایی به کرملین ندارد، چنین اقداماتی هیچ دستاوردی برای کیف در میدان نبرد نداشته و تنها روسیه را به انجام اقدامات رادیکال‌تر تحریک می‌کند. پودولیاک گفت که ادعاهایی مبنی بر اینکه کیف پشت این حادثه بوده است و دستگیری خرابکاران اوکراینی توسط روسیه در کریمه، می‌تواند نشان دهد که مسکو در حال آماده شدن برای یک حمله «تروریستی» گسترده علیه اوکراین در روزهای آینده است. ولودیمیر زلنسکی، رئیس‌جمهور اوکراین، در سفری به فنلاند اظهار داشت: «ما به پوتین یا مسکو حمله نمی‌کنیم. ما در خاک خود می‌جنگیم. ما از روستاها و شهرهای خود دفاع می‌کنیم.» در ۳ مه ۲۰۲۳، حملات روسیه به استان خرسون اوکراین ۲۱ کشته بر جای گذاشت.

### کشورهای دیگر
آنتونی بلینکن، وزیر امور خارجه ایالات متحده، در یک کنفرانس مطبوعاتی جهانی اظهار داشت: «من هر چیزی را که از کرملین بیرون بیاید، با تردید بسیار می‌پذیرم.» مقامات آمریکایی تردید داشتند که هر پهپادی که به اوکراین فرستاده شده باشد، در این حمله مورد استفاده قرار گرفته باشد، زیرا برای رسیدن به مسکو باید مسافت زیادی را طی کند. کارین ژان پیر، سخنگوی کاخ سفید، گفت که ایالات متحده «اوکراین را تشویق یا قادر به حمله به فراتر از مرز خود نمی‌کند.»
فیلیپس اوبراین، استاد مطالعات استراتژیک در دانشگاه سنت اندروز، گفت: «مطمئناً این تلاشی برای ترور پوتین نبود، زیرا او در پشت بام نمی‌خوابد و احتمالاً هرگز در کرملین نمی‌خوابد.» جیمز نیکسی، مدیر برنامه روسیه و اوراسیا در اندیشکده چاتهام هاوس، گفت: «دو احتمال محتمل، «شلیک هشدار» از سوی کیف یا عملیات پرچم دروغین مسکو است که برای توجیه حملات شدیدتر در اوکراین یا افزایش خدمت سربازی طراحی شده است.»
مقامات آمریکایی گفتند که احتمالاً یک واحد اطلاعاتی یا نظامی ویژه اوکراین پشت این حمله بوده است، اگرچه آنها «اطمینان کمی» دارند که دولت اوکراین مستقیماً این حمله را تأیید کرده باشد، زیرا سازمان‌های اطلاعاتی ایالات متحده هنوز واحدها یا مقامات خاص درگیر در این حمله را شناسایی نکرده‌اند.